# Soechoj Soe-47

Soe-47 met voorwaartse pijlvleugels

De Soechoj Soe-47 Berkoet (Russisch: Су-47 Беркут, steenarend) (NAVO-codenaam: Firkin) is een experimentele Russische straaljager die ontworpen is om extreem wendbaar te zijn. Daarom heeft het vliegtuig voorwaartse pijlvleugels. Dit zijn pijlvleugels in de stelling gericht naar de punt aan de voorzijde in plaats van naar de staart. Dit ontwerp is in het verleden door zowel Rusland als de VS uitgeprobeerd, maar heeft nooit tot een productievariant geleid omdat geen materiaal sterk genoeg was om de extreme krachten op de vleugelpunten te weerstaan. Soechoj zou dit wel gelukt zijn door de vleugels te maken van een aero-elastisch composiet.

## Ontwikkeling
De ontwikkeling van Ruslands vijfde generatie straaljagers begon eind jaren 80. Begin jaren 90 werd in het Westen bekend dat Soechoj bezig was met de ontwikkeling van een toestel met voorwaartse pijlvleugels onder de naam S-32. Op 25 september 1997 maakte het toestel zijn eerste vlucht op het vliegveld van het Gromov Instituut voor luchtvaartonderzoek onder de naam S-37.